# Zacutus Lusitanus

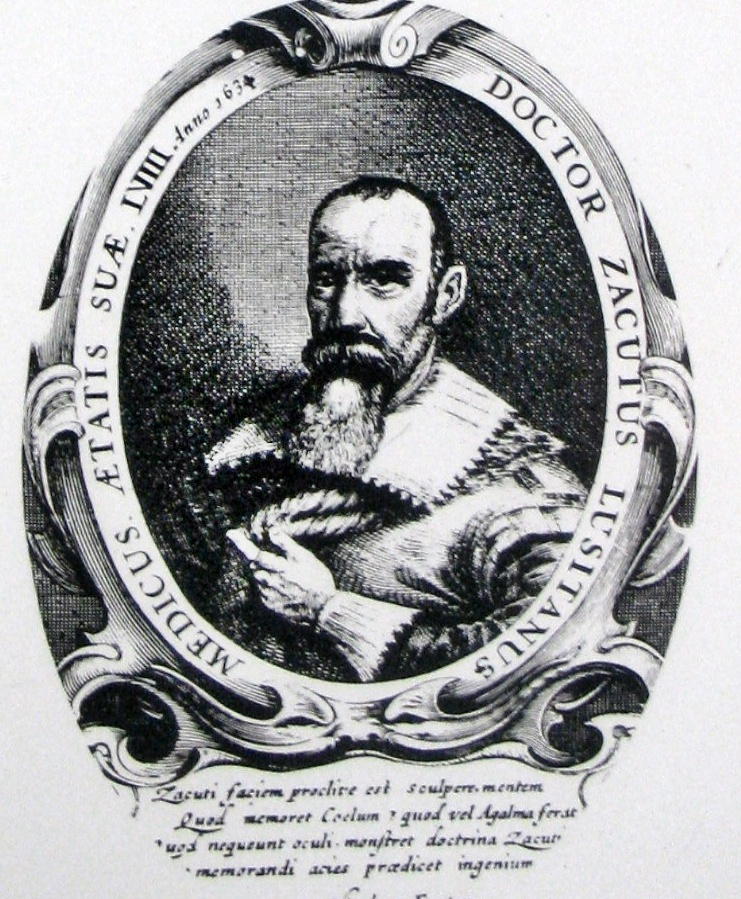
Zacutus Lusitanus

Zacutus Lusitanus, auch Abraham Zacuth (* 1575 in Lissabon als Manuel Alvares de Távora; † 22. Januar 1642 in Amsterdam), war ein portugiesisch-holländischer Arzt und Medizinhistoriker.

## Leben
Abraham Zacuto Lusitano wurde 1575 in eine marranische Familie als Manuel Alvares in Lissabon geboren. Sein Urgroßvater war der königliche Astronom Abraham Zacuto (1450–1510). Nach Studien in Coimbra und Salamanca schloss er sein Arztstudium 1596 in Sigüenza ab und kehrte nach Portugal zurück, wo er als praktizierender Arzt Zugang zum portugiesischen Hof erhielt.
Im Alter von fünfzig Jahren emigrierte er 1625 mit Frau und fünf Kindern nach Amsterdam, wo er zum Judentum zurückkehrte und den Namen Abraham annahm.
Unter dem Namen Zacutus Lusitanus begann er eine Reihe von medizinischen Schriften zu veröffentlichen. Ein erstes Werk erschien 1629 in Amsterdam unter dem Titel De Medicorum principum historia. Bis zum Jahr 1642 erschienen fünf weitere Bände der medizinhistorischen Reihe. 1634 veröffentlichte er eine Sammlung mit seltenen und außerordentlichen medizinischen Fällen (Praxis medica admiranda). Posthum erschien sein Gesamtwerk 1649 in zwei Folio-Bänden in Lyon.
Zacutus Lusitanus verstarb am 22. Januar 1642 in Amsterdam und wurde auf dem portugiesischen Friedhof Beth Haim in Ouderkerk beerdigt.

## Werke (Auswahl)
- Praxis medica admiranda: in qua exempla monstrosa, rara, nova, mirabilia. Amsterdam 1634. zweite Auflage 1637
- Zacuti Lusitani, Medici et Philosophu Præstantissimi, Operum tomus primus, in quo ″De Medicorum principum historia″. Lyon 1649. online
- Zacuti Lusitani, Medici et Philosophu Præstantissimi, Operum tomus secundus, in quo ″Praxis historiarum″. Lyon 1649. online